# 戦列艦
戦列艦（せんれつかん、ship of the line）は、17世紀から19世紀にかけてのヨーロッパ諸国で使用された軍艦の一種。その艦隊が単縦陣の戦列（Line of battle）を構成し、同じく戦列を構成する敵艦隊との砲戦を行った。

## 概要

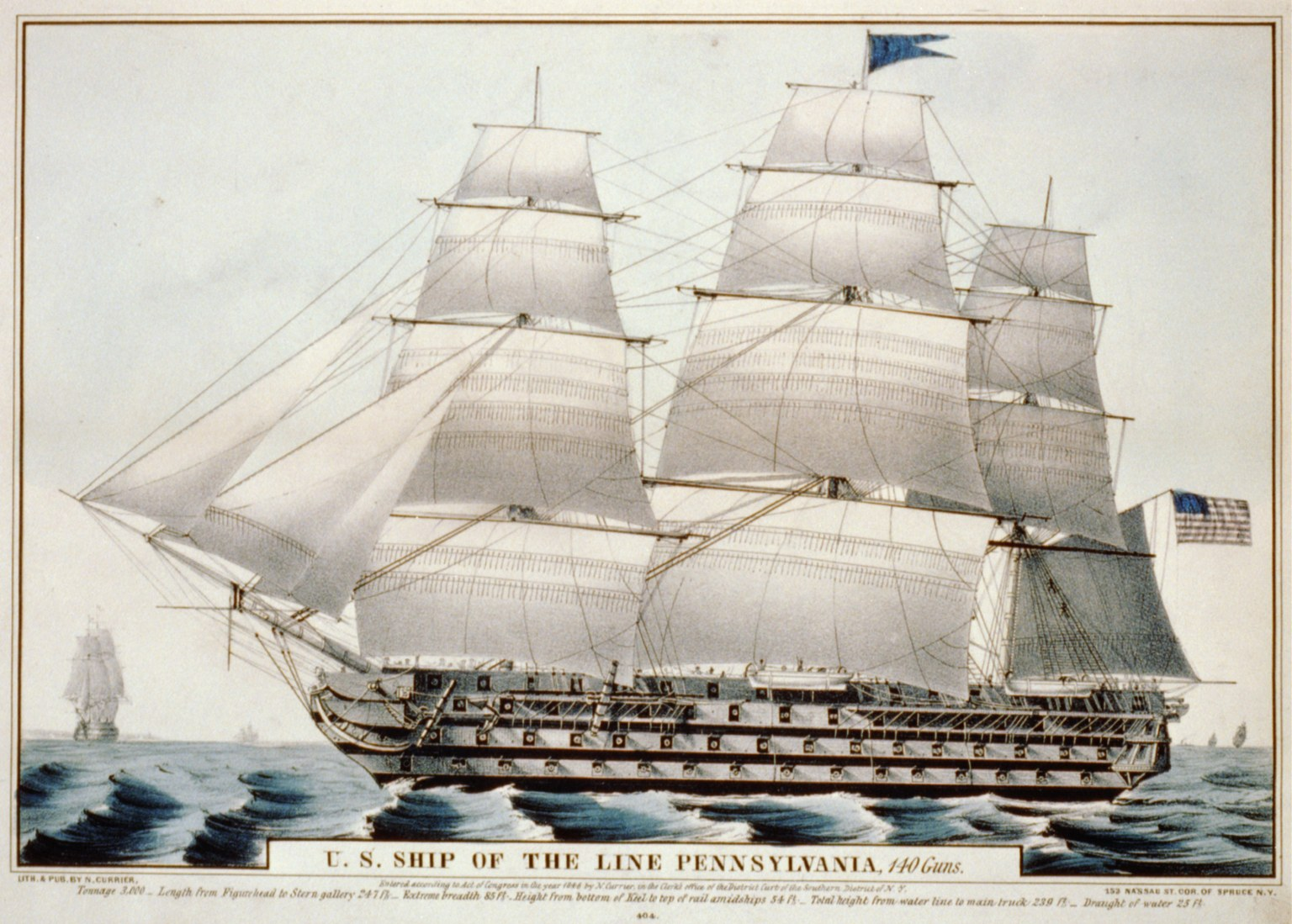
アメリカ海軍の120門戦列艦ペンシルベニア

戦列艦の定義は運用組織や時代によって変化するが、概ね木造で非装甲の大砲（舷側砲）を50門以上搭載した3本マストの帆船のことであった。時代の経過とともに次第に大型化し、搭載門数が増えていったが戦列艦の基本的な配置は1850年ごろまで変化しなかった。その後蒸気推進の戦列艦が登場するが、10年程度で本格的な装甲艦が登場し、戦列艦に替わって海戦の主役になった。
上記のように戦列艦は多数の砲を搭載していたが、その数は50門から約140門まで大きな幅があり、規模も多種多様であった。そのため戦列艦は大きさによって何種類かに分類することができ、砲門数を用いて「120門艦」のように呼ぶ。例えば、歴史的に最も多用された戦列艦は74門艦であった。しかし、門数が同じであっても時代や運用国によって設計が大きく異なる。一般的傾向として多数の艦艇を本国から離れた海域で運用するイギリス海軍では艦の大きさを切り詰め、数的に劣っている大陸国は大型の艦を好む傾向があった。またオランダ海軍は浅海が主戦場となるため、比較的小型の艦を使わざるをえなかった。
門数の他の分類としては砲列甲板の数や、イギリス海軍による等級がある。戦列艦は通常2層か3層の砲列を備えていたが、2層艦と3層艦の性質は大きく異なる。概ね80門前後が両者の境界線であった。また等級制度は門数によって戦列艦やより小型のフリゲートを6等級に分類する制度だが、後に4等艦がほとんど使用されなくなるなど実際的な分類とはいえなかった。
なお18世紀中盤には、砲戦に耐えうる戦列艦の下限は60門だと考えられるようになり、以後50門艦は通常フリゲートに分類されたが、それ以後も戦列艦として扱われることがある。またイギリス海軍では1880年代ごろまでに建造された黎明期の戦艦も戦列艦に分類している。また、ロシア帝国海軍など国によっては弩級戦艦登場以降の主力艦も戦列艦と呼称した。中国では戦列艦は日本語の戦艦に相当する。本項ではこれらの艦と用法については詳述しない。

## 歴史
戦列艦の発達史の中で重要な事柄として寸法規定がある。これは18世紀前半のイギリス海軍が実施していた艦の大きさを一元的に決定する制度で、結果的にイギリス海軍の技術的発展を大きく阻害することになった。反対に寸法規定廃止後は第2次百年戦争の影響もあって設計の革新が急速に進み、ナポレオン戦争後も1860年代まで緩やかな発展が続いた。

### 起源
戦列艦の元となったのはガレオン船である。ガレオンは戦列艦に比べて少数、小口径の砲を搭載し、軍用にも商用にも使用されていた。16世紀半ばにイギリスのジェイムズ・ベイカーが砲門の構造を案出すると甲板ではなく舷側に大口径砲を帆船に搭載出来るようになり、次第に砲撃戦に特化した構造の戦列艦へと進化していった。

### 初期の戦列艦
1653年のガッバードの海戦でイギリス海軍は戦列戦法を使用し、以降双方が単縦陣を作って海戦を行うことが一般的になる。戦列艦という言葉が出来たのもこの時期であるが、単に「大船 Great Ship」という呼称が一般的で、戦列艦と言う呼称が広まったのは1690年代頃からである。当初の戦列艦は既存の軍艦を改装したものが多く、設計は全く統一されていなかった。しかし、17世紀終盤に搭載砲を統一しようという試みが始まり、イギリスの寸法規定制度へとつながることになる。

### 18世紀前半
18世紀初頭、軍艦の設計はすべて各造船所の技師に任されていた。設計が統一されていないため艦の性能が安定せず、なにより管理上の不都合が多かったのである。当時最大の海軍国であったイギリスにとって経費の削減は切実な問題であり、このため1706年に寸法規定を導入して戦列艦の大きさを50門から100門の6種類に統一しようと試みた。しかしこの制度は設計者の権限を大きく制限したため、イギリスの設計技術は重度の停滞期に陥ることとなった。この制度は何度か改定されながらオーストリア継承戦争後の1750年ごろまでイギリス海軍を縛ることになる。
一方大陸諸国では戦列艦の大型化が進む。これは艦体の大型化とともに砲の大口径化も意味していた。結果としてイギリスとフランス、スペインの同門数の艦はかなり大きさの差ができ、ジェンキンスの耳戦争で実際に交戦すると個艦の戦力の差は明らかとなった。イギリス海軍は寸法規定に何度か改定を加え、結局撤廃することになった。
寸法規定期の重要な出来事としては74門艦の出現がある。1740年ごろフランスで建造され始めた74門艦は火力、防御、帆走性能のバランスの取れたコストパフォーマンスの高い艦種だと考えられるようになった。74門艦はその後約80年もの間海戦の主役であった。
なお戦列艦の大型化傾向に伴い、寸法規定廃止後は50門艦を戦列艦だと見なさなくなった。

### 全盛期
その後イギリスでは寸法規定に替わり、海軍本部に属する艦艇監督官が全ての戦列艦を設計するようになった。設計者と建造者を分離する近代的な建造方式の始まりである。種類はさらに統合が行われ、100門、90門（後に98門）、74門、64門の4種類が主流になった。
フランス海軍はイギリスの74門艦に対抗するために2層80門艦を導入したが、これは当時の建造技術では不都合も多くすぐに主流とはならなかった。また100門艦に対して110門艦や120門艦も建造された。
18世紀終盤になると英仏の対立が激化した。特にフランス革命戦争（1792年-1802年）、ナポレオン戦争（1803年-1815年）では世界中で20年以上断続的に交戦状態が続き、戦列艦の需要と発展を促進した。
このような技術的進捗にもかかわらず、当時の海戦は低調なものが多かった。これはイギリスとフランスの状況が常に一定で、海戦の形態が固定化されてしまったためである。数的に劣勢で致命的に錬度の劣ることが多かったフランス海軍は決戦を回避することが多く、イギリスも有効な打撃を与えられなかった。この状況はイギリスのネルソン提督が戦列戦術に替わって乱戦を多用するまで続いたが、皮肉なことにネルソン戦術が確立されたトラファルガーの海戦（1805年）が最後の戦列艦による大規模な海戦となった。

### ナポレオン戦争以降
ナポレオン戦争を最後に第2次百年戦争は終結したが、その後は産業革命による技術革新の成果が戦列艦にも取り入れられるようになった。かつては強度上の不安があった80門以上の2層艦も1820年代から多用されるようになり、経験則に基づいた伝統的設計にかわって帆走性能や砲運用の効率性を追求した設計が普及していった。船体構造も単純な横式構造から発展し、各所に鉄材が使用され始めた。

### 蒸気推進
このような傾向の中で1850年代には動力としてスクリューを備えた戦列艦も出現した。最初に建造されたのはフランスのナポレオンであり、本格的な装甲艦の出現まで約10年間蒸気推進艦の新造が続けられた。この種の艦はイギリスとフランス第二帝国が競って建造し、既存の戦列艦の改装も積極的に行われたが他の国ではそれほど重視されなかった。

### 衰退
大砲の性能が向上すると、多数の大砲を装備するがゆえに、戦列艦は防御上の問題を抱えるようになった。その一方で製鋼技術の発達により、蒸気機関を備えた大型艦に装甲板を装着することが出来るようになった。このようにして建造されたのがフランスの木造装甲艦ラ・グロワールである。対してイギリスは直ちに鉄製のウォーリアを建造する（1860年引渡）。これらの装甲艦は外洋でも使用できる本格的なものだった。加えて1862年のハンプトン・ローズ海戦や1866年のリッサ海戦の結果から非装甲艦は装甲艦に太刀打ちできないという認識が広まり、戦列艦は建造されなくなった。既存の戦列艦は装甲艦への改装を受けたり、廃船として1880年代ごろまで使用された。

## 構造と艤装

船体横断面。①弾薬倉、②火薬倉、③砲弾倉、④ショットプラグ（舷側に被弾した際の破孔を塞ぐ栓）、⑤ダブルショット（2発の砲弾をまとめて装填して発射することで敵艦の舷側を確実に破壊することを期待する射法）する砲、⑥索具を取り付けた砲、⑦露天甲板

前述のとおり戦列艦は多数の砲を搭載することを目的とした木造帆船である。しかし帆船の甲板上はマストや索具で占められているので、砲は少数しか搭載することが出来ない。そのため帆走軍艦は艦内に砲を設置し、船体側面にあけた砲門から射撃を行った。砲を搭載する甲板は砲列甲板(gundeck)と呼ばれ、一般に戦列艦の長さは砲列甲板の全長で表される。しかし砲門をあければ船体の強度は下がり、加えて発砲の衝撃に耐えることが要求されたため、戦列艦の舷側は非常に分厚い木材で造られた。
以下の節では各部の構造や装備品について説明する。

### 砲列甲板
戦列艦の砲列甲板の数は性能に対して大きな影響があった。小型の2層甲板艦は帆走性能が優れており、経済性も高かったが強度が不足しがちで大型化に限界があり、戦力としては3層艦に引けをとった。反対に3層艦はコストや操縦性に難がある上、荒天時には最下層の砲門が波に晒されて使用不能になるという欠点も抱えていた。しかし乾舷が高いために接近戦時に2層艦の甲板を上から一方的に砲撃できるという利点もあり、海戦時においては2層艦の1.5倍の戦力を持つと考えられていた。
砲列甲板は水兵たちの生活の場でもあった。彼らは砲の間に設置されたテーブルで食事し、ハンモックを吊るして寝たのである。

### 帆装

シップ形式帆装

ほとんどの戦列艦は3本マストの帆船であった。戦列艦の前身であるガレオンはミズンマストやボナヴェンチャーマストにラテンセイルを備えていたが、ボナヴェンチャーマストは戦列艦には無く、ミズンマストのラテンセイルもドライバーに置き換えられていき、イギリス海軍では18世紀中盤に完全にラテンセイルが廃止された。
1850年代以降になると蒸気機関が導入されるが、初期の蒸気機関は信頼性が高くなかったこともあってその後しばらく戦列艦は蒸気機関と帆走を併用していた。水上艦から完全に帆走設備がなくなるのは、戦列艦の時代が終わった20世紀に入ってからのことである。

### 艦尾

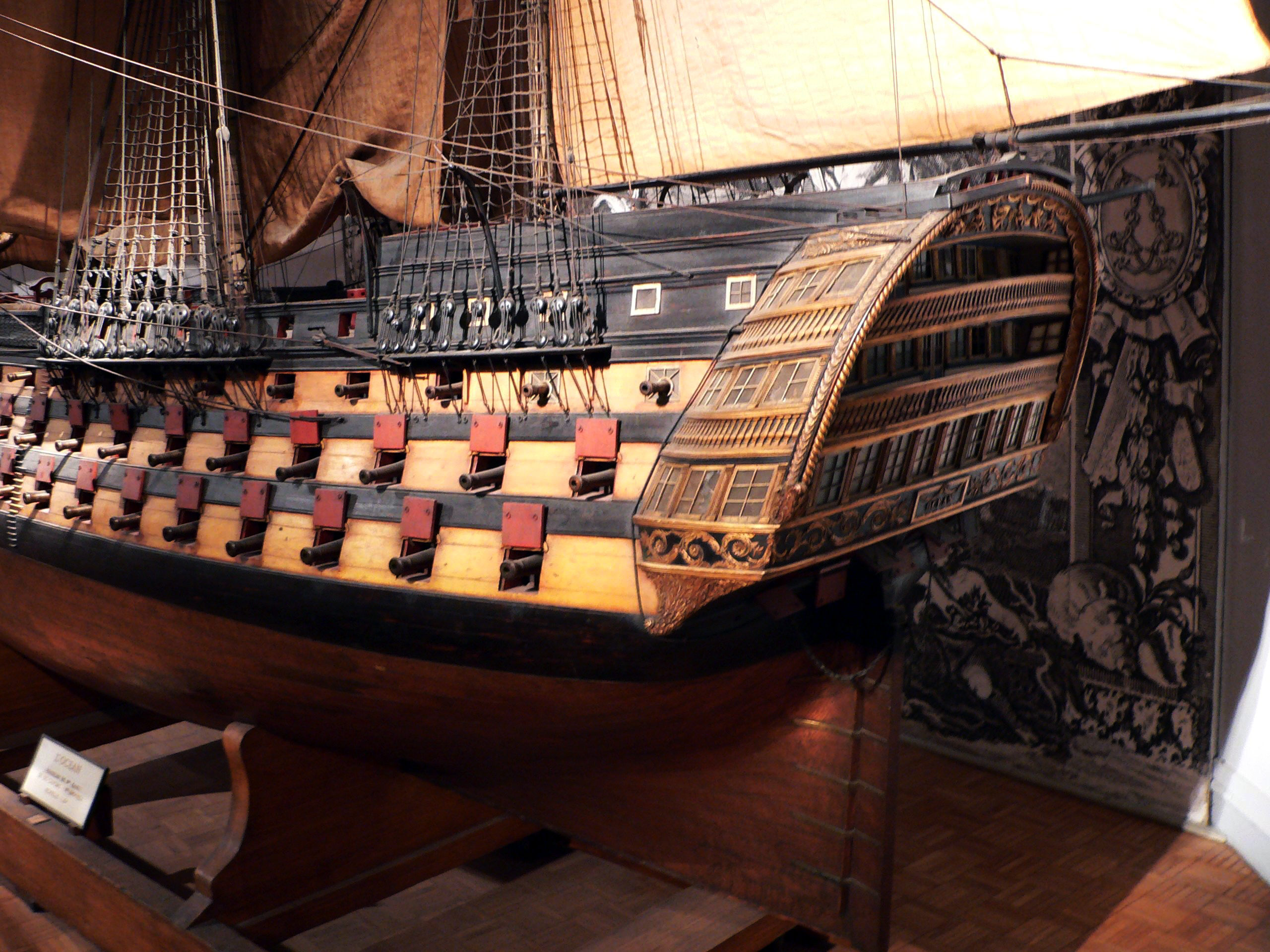
120門艦オセアンの艦尾

船の舵は普通船尾に存在する。当時は舵を操舵輪につながった綱で、もしくは直接人力で舵柄を動かして制御していた。そのため戦列艦の艦長らは普通艦尾で指揮をとった。一般に船尾は前方に比べて甲板が1層多くなっていて、後甲板(quarterdeck)と称された。戦列艦はここに小口径砲やカロネードを装備していることが多かった。また「quarterdeck」は士官の別名でもある。
一方で艦尾に設けられた艦長や提督の豪華な個室は防御上の弱点でもあった。これらの部屋には窓ガラスが多用されている上に、艦内の構造上首尾線方向の砲弾をさえぎるものが少なかったため、艦尾から縦射を受けると砲弾が一気に艦首方向へ抜け、砲や人員を破壊し尽くして戦闘力に致命的な被害が出ることが多かったのである。ただし帆船は必然的に艦尾から風を受けるため、機械による換気が不可能であった当時においては、艦内環境・衛生状態の維持を考慮すれば、首尾線方向の通風を確保する艦内構造は必然であった。逆説的に言えば、最初に新鮮な空気を得られる特等席であるが故に艦長や提督の個室が艦尾に置かれ、反対に風下になる艦首にはトイレが設置された。

### その他
戦列艦の建造には普通オークやチーク材が使用される。軍艦木材は重要な戦略物資であり、特に本国の面積と釣り合わない大規模な艦隊をもっていたイギリスではスウェーデン等の北欧からの輸入が重要であった。

## 種類
ここでは18世紀に使用されていた各種の戦列艦を甲板の数と門数で分類して解説する。等級はイギリス海軍によるものである。順序は概ね登場年代による。なおこれらの分類に使用される砲門数は実際の搭載数と一致しないことがある。また各分類により使用する砲が異なり、一般に搭載門数が多いほど大口径の砲が増えるために戦力としての評価は必ずしも門数に比例しない。

### 2層艦
二層甲板艦（英語: Two-decker）は3等艦に相当する。小型で操作性、経済性に秀でた2層艦は一貫して戦列艦の主流であった。
70門艦（3等）
最初期の2層艦の中では最大級の艦で、当初から多用された。しかし1680年代になるとより大きな2層80門艦が出現する。その後も寸法規定期間を通じて50門艦の次に多い戦列艦だったが、多くの艦が1740年代に改装を受けて砲を64門程度に減らし、70門艦は衰退した。
性能諸元（イギリス、1719年の寸法規定）
- 甲板長：151ft (46.0m)
- 全幅：41ft 6in (12.6m)
- 喫水:17ft 4in (5.3m)
- 武装：70門
  - 上砲列：12ポンド（5kg）砲26門
  - 下砲列：24ポンド（11kg）砲26門
  - 後甲板：6ポンド（3kg）砲14門
  - 艦首楼：6ポンド（3kg）砲4門

60門艦（4等）
60門艦は50門艦と70門艦の中間的な艦種であり、両者に比べて数は少なかった。これらの艦もまた寸法規定廃止後に消滅した。
性能諸元（イギリス、1719年の寸法規定）
- 甲板長：144ft (43.9m)
- 全幅：39ft (11.9m)
- 喫水：16ft 5in (5.0m)
- 武装：60門
  - 上砲列：9ポンド（4kg）砲26門
  - 下砲列：24ポンド（11kg）砲24門
  - 後甲板：6ポンド（3kg）砲8門
  - 艦首楼：6ポンド（3kg）砲2門

50門艦（4等）
50門艦は当初最も小型の戦列艦とされた艦種である。その簡便性ゆえに最も多用されていたが、18世紀後半になると大型化していく主力艦に対抗できなくなり、戦列艦として主要海軍国の海戦に参加することは少なくなった。しかしその後も戦列艦が活動できない浅海域、特にバルト海や北米沿岸での需要にこたえるために建造は続けられた。
性能諸元（イギリス、1719年の寸法規定）
- 甲板長：134ft
- 全幅：36ft (11.0m)
- 喫水：15ft 2in (4.6m)
- 武装：50門
  - 上砲列：9ポンド（4kg）砲22門
  - 下砲列：18ポンド（8kg）砲22門
  - 後甲板：6ポンド（3kg）砲4門
  - 艦首楼：6ポンド（3kg）砲2門

64門艦（3等）
64門艦はより大きな2層艦の大口径化や、あるいは小型の3層艦の甲板数を減らすことで18世紀中盤に量産された艦種である。一時は74門艦とともに多用されたが、1770年代からフランス海軍が74門艦への統一を進めたため主要海軍国では建造されなくなった。なお、不要になった64門艦の一部はフリゲートに改装された。44門フリゲートとして知られているインディファティガブルも当初は64門艦であった。
性能諸元（エイジャ、イギリス、1764年）
- 甲板長：158ft (48m)
- 全幅：44ft 6in (13.6m)
- 喫水：18ft 10in (5.7m)
- 武装：64門
  - 上砲列：18ポンド（8kg）砲26門
  - 下砲列：24ポンド（11kg）砲26門
  - 後甲板：4ポンド（2kg）砲10門
  - 艦首楼：9ポンド（4kg）砲2門

74門艦（3等）
74門艦は1740年代にフランスで生まれた艦種である。戦力と経済性のバランスが良かったため、約1世紀にわたり戦列艦の主流であった。上層に18ポンド砲を装備するのが一般的だが、24ポンド砲を配した大型74門艦も存在した。
性能諸元（コンケラン、フランス、1747年）
- 甲板長：55.1m
- 全幅：14.1m
- 喫水：6.8m
- 武装：74門
  - 上砲列：18ポンド（8kg）砲30門
  - 下砲列：36ポンド（16kg）砲28門
  - その他：8ポンド（4kg）砲16門

80門艦（3等）
2層80門艦はまず1680年ごろに70門艦の拡大型として生まれたが、すぐに80門艦は3層甲板が一般的になって衰退した。18世紀後半になると増加する74門艦に対抗してフランスが2層80門艦を導入したが、やはり主流とはならなかった。これはともに2層艦としては全長が大きすぎ、強度が不足するためである。しかしフランスは80門艦の建造を続け、やがて19世紀に入ると技術的な問題が解決されて80門以上の2層艦が増え始めた。
性能諸元（サン＝エスプリ級戦列艦、フランス、1765年）
- 甲板長：59.8m
- 全幅：14.9m
- 喫水：7.5m
- 武装：80門
  - 上砲列：24ポンド（11kg）砲32門
  - 下砲列：36ポンド（16kg）砲30門
  - その他：18ポンド（8kg）砲18門

ナポレオン戦争以降の2層艦は74門から98門まで徐々に大型化していった。

### 3層艦
三層甲板艦（英語: Three-decker）は3等艦から1等艦に相当する。ジャコビアン時代（1603年-1625年）80門艦でも1等艦であったが、18世紀の終わりには1等艦は少なくとも100門艦以上とされた。3層艦はより大型で、扱いにくかったが戦力としての価値は高かった。
100門艦（1等）
戦列艦の発祥から18世紀後半までの間、最大の軍艦は砲100門を装備するのが普通だった。これらは希少性が高く、普通は本国で旗艦として使用されており植民地などの遠方に派遣されることは無かった。18世紀終盤になると110門艦や120門艦が登場し、100門艦は減少した。
性能諸元（イギリス、1719年の寸法規定）
- 甲板長：174ft (53.0m)
- 全幅：50ft (15.2m)
- 喫水：20ft (6.1m)
- 武装：100門
  - 上砲列：12ポンド（5kg）砲28門
  - 中砲列：24ポンド（11kg）砲28門
  - 下砲列：32ポンド（15kg）砲28門
  - 後甲板：6ポンド（3kg）砲12門
  - 艦首楼：6ポンド（3kg）砲4門

90門艦（2等）
90門艦は費用のかさむ100門艦の廉価版としてイギリス海軍で多用されていた。18世紀後半に大型の2層艦が出現すると陳腐化し、1780年ごろから98門艦に強化された。
性能諸元（イギリス、1719年の寸法規定）
- 甲板長：164ft (50.0m)
- 全幅：47ft 2in (14.4m)
- 喫水：18ft 10in (5.7m)

- 武装：90門
  - 上砲列：9ポンド（4kg）砲26門
  - 中砲列：18ポンド（8kg）砲26門
  - 下砲列：32ポンド（15kg）砲26門
  - 後甲板：6ポンド（3kg）砲10門
  - 艦首楼：6ポンド（3kg）砲2門

80門艦（3等）
3層80門艦は1680年ごろ2層80門艦の誤発注によって誕生した艦種である。結果的に3層艦の方が優れていることが判明し、しばらくの間多用された。これらも74門艦の影響で陳腐化して消滅した。
性能諸元（イギリス、1719年の寸法規定）
- 甲板長：158ft (48.2m)
- 全幅：44ft 6in (13.6m)
- 喫水：18ft 2in (5.5m)
- 武装：80門
  - 上砲列：6ポンド（3kg）砲24門
  - 中砲列：12ポンド（5kg）砲26門
  - 下砲列：32ポンド（15kg）砲26門
  - 後甲板：6ポンド（3kg）砲4門

110門艦（1等）
110門艦は18世紀後半に100門艦の拡大型として建造されたが、すぐに120門艦が登場したため数は多くない。しかし蒸気推進時代に至るまで少数が建造され続けた。
性能諸元（ブルターニュ、フランス、1766年）
- 甲板長：56m
- 全幅：15m
- 喫水：7.5m
- 乗員：1200名
- 武装：110門
  - 上砲列：12ポンド（5kg）砲32門
  - 中砲列：24ポンド（11kg）砲32門
  - 下砲列：36ポンド（16kg）砲30門
  - 艦首楼：6ポンド（3kg）砲16門

98門艦（2等）
98門艦は90門艦の武装強化版としてイギリス海軍で1780年ごろ導入された。しかし3層2等艦自体が1等艦の廉価版という性質が強く、フランス海軍ではこの種の艦はほとんど使用されなかった。イギリスも19世紀に入ると98門艦を建造しなくなるが、当時のトラファルガーなどの海戦で98門艦は重要な存在だった。
性能諸元（デューク級戦列艦、イギリス、1777年）
- 甲板長：177ft 6in (54.1m)
- 全幅：50ft (15m)
- 喫水：21ft 2in (6.5m)
- 武装：98門
  - 上砲列：12ポンド（5kg）砲30門
  - 中砲列：18ポンド（8kg）砲30門
  - 下砲列：32ポンド（15kg）砲28門
  - 後甲板：12ポンド（5kg）砲8門
  - 艦首楼：12ポンド（5kg）砲2門

120門艦（1等）
後述のサンティシマ・トリニダーを除外すれば、1等艦が約120門に拡大したのは1790年ごろである。以後蒸気推進時代に至るまで120門艦は最大の戦列艦だと考えられていた。当初120門艦は非常に少なかったが、3層2等艦の置き換えにも使用されたため後代になると若干増加する。
性能諸元（ドーファン＝ロワイヤル、フランス、1791年）
- 甲板長：65.18m
- 全幅：16.24m
- 喫水：8.12m
- 乗員：1,079名
- 武装：118門[注釈 3]
  - 上砲列：12ポンド（5kg）砲34門
  - 中砲列：24ポンド（11kg）砲34門
  - 下砲列：36ポンド（16kg）砲32門
  - その他：8ポンド（4kg）砲18門、
36ポンド（16kg）カロネード6門

なおイギリスの蒸気推進戦列艦には131門や102門の3層艦が含まれていたが、これらが現役であった期間は非常に短い。

### 特殊な戦列艦

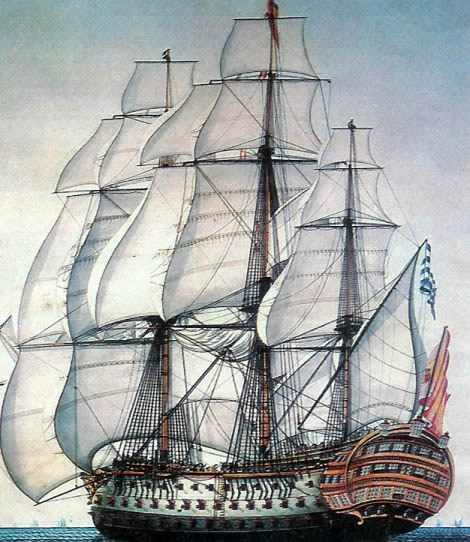
サンティシマ・トリニダー

上掲の分類は一般的に使用されたものを取り上げたが、他にも特殊な事例としては以下のようなものがある。
ヌエストラ・セニョーラ・デ・ラ・サンティシマ・トリニダー（スペイン、1769年）
120門3層艦の甲板を増やし、4層144門艦、後に136門としたものである。サンティシマ・トリニダーは建造当時世界で唯一の120門艦であり、1795年に改装を受けると世界で最も多数の砲を装備した戦列艦となった。しかし帆走性能は劣悪で、「El Ponderoso」（巨大なのろま、といった意味）というあだ名が付くほどであった。トラファルガーの海戦ではイギリス艦隊の集中攻撃を受けて早期に降伏している。他の4層艦としては前述のアメリカ海軍のペンシルベニアがある。
グラットン（イギリス、1795年購入）
グラットンは史上唯一のカロネードのみで武装した戦列艦である。門数自体は56門と当時の戦列艦としては少ないが、通常の艦が高々36ポンド砲しか装備していなかったのに対し、グラットンは64ポンドカロネードであったため近距離での投射重量では1等艦に比肩した。
セント・ローレンス（イギリス、1814年）
米英戦争時にオンタリオ湖で建造された112門艦である。湖外に移動できないため戦争が終結すると不要となり、翌1815年退役した。その後沈められたが、現在でも湖底に残っている。設計は珍しいものではないが、唯一の淡水専用の戦列艦だといわれている。
レイジー
2層戦列艦の甲板を削減し、フリゲートに改装したものである。戦術的価値の低くなった64門艦などがこの改装を受けた。
封鎖艦
旧式の74門艦に簡単な装甲と推進器を取り付けた艦で、沿岸砲撃に利用された。主に1845年ごろのイギリスで作られ、クリミア戦争などに投入された。

## 武装と戦術

### 武装
カノン（長砲）
戦列艦の主な兵器はカノンであるが、陸戦用のものとは仕様が異なっていた。カノンを載せる砲車はキャリッジまたはトラックと呼ばれ、陸戦用のものが二輪であったのに対して、おおよそ四輪であり、また艦体と索でつながれていた。これは発射の反動により砲が後退するのを抑えるためのものである。
36ポンド砲以上の大口径化などはほとんどなかった。これは、当時の砲は前装砲であるため、次弾を装填する際には砲自体を艦内に収容せねばならず、大型化には限界があったからである。そして艦内への収容も含めて操作を人力で行わねばならず、大型化すると操作に支障があった。発射の反動も索で抑えられていたが、それでも狭い艦内において非常に危険であり、これも大型化を阻む原因となった。そして元より当時の技術では、一発で敵艦を撃沈できるような威力の砲を製造する事が困難であった事も、大砲の大口径化を諦めた理由である。
よって、戦列艦の砲撃においては、敵艦の乗員を殺傷する事や、自力航行不能になるまで損傷させる事が主眼となった。そして炸裂弾や榴弾が存在しなかった時代、大砲は対人殺傷兵器としての能力は限定的であり、そのため大量に搭載する事で補う事となり、引き替えとしての搭載砲の小口径化に拍車がかかった。戦列艦の発展は基本的に船を巨大化させ、載せる砲の数を増やす方向で行われた。
なお、本文中でも多用されている「74門艦」のような門数は普通カノン等の長砲のみを数え、近接砲撃戦専用のカロネードや旋回砲は計上しない。

カロネード
18世紀後半からイギリス海軍ではカロネードが採用されている。これは短砲身の大口径砲で、射程は短いが接近戦では大きな威力を発揮した。カノンと違って砲身が短いために、次弾装填のための艦内への収容も問題なく、大口径化が可能であった。

砲弾
戦列艦用の砲で用いられる砲弾には多くの種類があった。上述の通り当時の戦列艦の砲撃は艦を撃沈することではなく、乗員を殺傷する、または索具を切断するなどして航行不能に陥らせるということに主眼が置かれていた。特にフランス軍は風下から索具を狙って砲撃した後に戦場から退避する戦術を多用したため、ぶどう弾や複数の砲弾を繋いだチェーンショット。幾つもの鉄棒を束ねたファゴットショット。鉄篭に可燃物を入れた焼夷弾のカーカスのような索具破壊用の特殊な砲弾も使用していた。
通常の球形弾を用いた際の艦砲の最大射程は2-3km程度であったが、対艦戦では照準器が原始的なために、確実な命中を期待すべく、接近して「ピストルの射程で」片舷斉射を行うことがほとんどであった。この際には砲弾を複数発装填して破壊力を増したり、大量のマスケット銃弾を封入したキャニスター弾で甲板上の敵兵を一掃するような戦術も多用された。これらは榴弾や炸裂弾が存在しない当時において苦肉の策であり、やがてそれらが実用化するとともに戦列艦の砲弾としても採用されたが、それにより戦列艦という艦種そのものが衰退へと向かった。

旋回砲
戦列艦は砲列や後甲板に設置された大砲のほかにも火砲を備えていた。旋回砲(swivel gun)は旋回・俯仰が可能な砲架に軽量の小口径砲を搭載したもので、普段はブルワーク上にあるが個人での移動・射撃が可能なため、しばしばマストトップからの狙撃に使用された。主な使用はキャニスター弾を込めて、接近戦時に敵甲板を掃射する対人戦闘用である。

マスケット・ライフル
海兵隊がマスケット銃を装備しており、甲板上に整列して射撃したり、あるいはマスト上からの狙撃に使用する。艦長によっては狙撃兵にライフルを配備することもあり、ネルソン提督を狙撃したルドゥタブルもそのような戦列艦だった。

白兵戦
戦列艦による海戦ではしばしば数十メートルの近距離での砲撃戦となり、時には「舷々相摩す」状態となった。また上述の通り、砲撃で敵艦を沈める事が不可能であったため、最終的には接舷しての白兵戦で決着をつけるのが定石となった。
白兵戦においては、海兵隊員や水兵にピストルや短剣、槍を持たせて敵艦を襲撃し、制圧を試みる事となる。しかし接舷戦闘は砲撃戦で一方の艦が大きく損傷してから行われることが多く、大規模な切り込みが生起することは少なかった。海戦時に降伏する艦の多くは、接舷された段階で、あるいは接舷される前に、既に降伏に至ったのである。
しかしながら例外もあり、トラファルガーの海戦では、ホレーショ・ネルソンは早々に接舷し切り込みする戦法を採用した。これにより英国艦隊は勝利を得るが、敵に反撃の余力がある状態で接舷を行うのは危険な戦法でもあり、事実ネルソン自身が狙撃により命を落とした。

### 戦術
長い間戦列艦による戦法は単縦陣を形成しての砲撃戦が支配的であった。戦列戦術は舷側に砲を配置する戦列艦の特性を生かすものではあったが、第2次百年戦争で次第に戦列を墨守しても決定的打撃を与えられないことが認識されるようになった。そもそも砲撃だけで敵艦を沈める事が難しく、接舷しての白兵戦で決着をつけていたからである。
そのためネルソン提督は戦列による同航戦に替わって乱戦戦術を採用し、彼の指揮下のイギリス艦隊はトラファルガーの海戦において敵戦列中央を突破して分断し、各個撃破する戦法で勝利を収める。イギリス艦隊の先陣を切ったロイヤル・ソブリンとヴィクトリー（ネルソン提督が座乗）は大きな損害を受けたが、敵艦隊との錬度・士気の差もあって後続艦が到着するまで耐え抜くことに成功し、以降は局所的優勢を確立したイギリス艦隊が優位に戦いを進めた。局所的優勢が確保できれば、その段階において敵艦に接舷し、白兵戦へと移行し、早々に決着をつける事ができた。
こうして戦列を原則とすることは見直されたが、その後戦列艦による艦隊決戦は発生しなかった。
なお、単縦陣を形成しての砲撃戦は、後の戦艦の時代においては基本的な海戦戦術となる。見直しが図られるのは、航空機や潜水艦の実用化以降である。

## 現存する戦列艦
現在も往時のまま保管されている戦列艦はヴィクトリーだけで、これは記念艦としてネルソン提督がトラファルガーで指揮した時と同じ姿を保っている。現在ヴィクトリーは乾ドックに入ってはいるが、なおもイギリス海軍の現役の軍艦であり、世界最古の現役艦でもある。
スウェーデンのヴァーサは1628年にバルト海で沈んだ64門艦で、1956年に発見された。そして1961年に非常に良好な状態で引き揚げられ現在はストックホルムのヴァーサ博物館として公開されている。ヴァーサは建造当時スウェーデンで最大の戦列艦だったが、今日ではスウェーデンで最も人気のある博物館である。
水中に残っているものとしては前述のセント・ローレンスがある。この艦はオンタリオ湖の沿岸に沈んでおり、ダイビングスポットとして人気がある。
広義の戦列艦ではポーツマスに装甲艦ウォーリアも展示されている。退役後50年もミルフォード・ヘイブンで突堤となっていたウォーリアだが、現在では往時の輝かしい姿に復元されている。ポーツマスには他に1510年進水の78門キャラックであるメアリー・ローズから引き上げられた遺品も展示されており、帆走軍艦での水兵たちの生活を知る良い資料となるだろう。

## 文学の中の戦列艦
- アメリカ独立戦争（1775年-1783年）からナポレオン戦争（1799年-1815年）にかけてのイギリス海軍を舞台にした海洋冒険小説は多数存在するが、戦列艦を題材にしたものはフリゲートに比べ少ない。これはフリゲートが多種多様な任務に単独で使われたのに対して、戦列艦は艦隊の一部として行動することが多く冒険性が少ないことが原因として挙げられる。このような見方は18世紀当時から存在しており、特にフリゲートは敵艦船を捕獲して賞金を得る機会に恵まれていると考えられていた。戦列艦を書名に持つ作品としてはセシル・スコット・フォレスターのホーンブロワーシリーズに「燃える戦列艦」（原題：A Ship of the Line）があるが、これはスペイン沿岸での単独行動を描いたもので戦列艦本来の任務とは言い難い。
- デンマークの童話作家ハンス・アンデルセン（1805年生）は『風の物語 - ヴァルデマー・ドゥと3人の娘』の物語中のエピソードとして、三層甲板艦の建造のために古くからの原生林が見る影もなく伐採されていったことを語っている。
- 服部之総は1932年の『黒船前後』で、ナポレオン戦争後に貿易と船舶業が繁栄時代に入ったことでイギリスの樫材（船材）が暴騰したこと、また鉄造船が製造され始めたのは18世紀末であるが、1850年代までは汽船ですらほぼ木造であったこと、鉄造帆船については1854年にメルボルン行きのテイラー（英語版）で死者334人の沈没事故が発生したことで（なお同年はイギリス帝国植民地オーストラリアでユーリカ暴動（英語版）も発生した）、大英帝国海軍が初めて鉄造帆船戦艦ウォーリアを持ったのも1860年になってからであったことなどを述べている[1]。